# Copidita thonalmus
Copidita thonalmus là một loài bọ cánh cứng trong họ Oedemeridae. Loài này được Darlington miêu tả khoa học năm 1936.